# Suillia phyllopyga
Suillia phyllopyga är en tvåvingeart som beskrevs av Gorodkov 1977. Suillia phyllopyga ingår i släktet Suillia och familjen myllflugor. Inga underarter finns listade i Catalogue of Life.